# Medgyesbodzás
Medgyesbodzás község Békés vármegye Mezőkovácsházai járásában.

## Fekvése
Orosházától keletre, Csanádapáca és Medgyesegyháza között fekvő település. Szomszédai: észak felől Csabaszabadi, északkelet felől Pusztaottlaka, kelet-délkelet felől Medgyesegyháza, dél felől Magyarbánhegyes, délnyugat felől Nagybánhegyes, nyugat felől pedig Csanádapáca. Északkelet felől viszonylag közel fekszik hozzá Újkígyós is de közigazgatási területeik nem érintkeznek egymással.

### Megközelítése
Területén nagyjából nyugat-keleti irányban végighalad a Csanádapáca-Kevermes közti 4429-es út, ezen közelíthető meg mindkét végponti település felől, illetve ez az út a faluközpont, valamint az attól nyugat felé különálló Gábortelep településrész főutcája is. Közigazgatási határának keleti szélén elhalad a Csabaszabaditól idáig húzódó 4436-os út, északkeleti peremén pedig a Békéscsaba-Makó közti 4432-es út egy rövid szakasza is.

## Története
A középkorban Zaránd, a Trianonig Arad, az 1950-es megyerendezésig Csanád-Arad-Torontál vármegyéhez tartozott. Akkor Békés megyéhez került. A mai községet 1857-ben mint kertészközséget hozták létre. Lakosságának nagy része katolikus magyar volt eredetileg.

### A zsidó közösség története
A régi Bodzáspusztán még a község megalapítás előtt letelepedtek zsidó családok. 1890-ben 53 izraelita élt a községben. A két világháború között itt élt Löbl Lajos és családja, valamint Buchbinder Ábrahám és családja. A deportálás előtt nem sokkal telepedett le a faluban dr. Herzog Lajos orvos is. A bodzásiakat a magyarbánhegyesi gettóból vitték Auschwitzba. A holokausztot csak Löbl Lajos élte túl.

## Közélete

### Polgármesterei
- 1990–1994: Kozinszky Zoltánné (független)[3]
- 1994–1998: Fodor Zoltánné (független)[4]
- 1998–2002: Varga Gábor (független)[5]
- 2002–2003: Varga Gábor (Összefogás Békés Megyéért)[6]
- 2003–2006: Varga Gábor (független)[7]
- 2006–2010: Varga Gábor (független)[8]
- 2010–2014: Krucsai József (Fidesz)[9]
- 2014–2017: Krucsai József (független)[10]
- 2017–2019: Varga Gábor (független)[11]
- 2019–2022: Varga Gábor (független)[12]
- 2022–2024: Varga Gábor (független)[13]
- 2024– : Varga Gábor (Nemzeti Fórum Egyesület-Fidesz)[1]

A településen 2003. május 18-án időközi polgármester-választást tartottak, mert az addigi polgármester személye kapcsán összeférhetetlenség merült fel. Ő ezzel együtt elindult a választáson, és meg is nyerte azt.
2017. október 22-én újból időközi polgármester-választást kellett tartani a községben, az előző polgármester lemondása miatt.
2022. szeptember 11-én ugyancsak időközi polgármester-választást kellett tartani Medgyesbodzáson, mert a korábbi polgármester, Varga Gábor 2022 május közepén elhunyt. A választást két független jelölt közül az előző faluvezető azonos nevű fia nyerte meg.

### Önkormányzati választások

#### 2019
Medgyesbodzás Község Önkormányzatának Képviselő-testülete a polgármesterrel együtt hét tagból áll. A 2019. október 13-i önkormányzati választásokon Varga Gábor személyében független polgármestert választottak meg, kislistán pedig öt, szintén független jelöltet és a Fidesz–KDNP egy jelöltjét választották képviselővé.  A képviselő-testület tagjai:
- Varga Gábor polgármester (független)
- Csernok Magdolna (független)
- Dr. Gogucz Mónika (független)
- Győri Ferenc (független)
- Réstály László (Fidesz–KDNP)
- Szabó György Béla (független)
- Varga Gábor (független)

Érdekesség, hogy a választáson két jelölt indult azonos néven (apa és fia) – igaz, egyikük a polgármesteri címért, másikuk képviselőjelöltként –, sőt mindketten mandátumot is szereztek, ennek ellenére, jó néhány más település hasonló eseteitől eltérően itt egyikük esetében sem tartották szükségesnek, hogy a hivatalos választási dokumentumokban megkülönböztető utótag vagy jelzés szerepeljen a neve mellett.

## Népesség
A település népességének változása:
| Lakosok száma | 1103 | 1069 | 1060 | 989  | 854  | 876  | 827  |
|               | 2013 | 2014 | 2015 | 2021 | 2022 | 2023 | 2024 |

2001-ben a település lakosságának 99%-a magyar, 1%-a egyéb (főleg szlovák és román) nemzetiségűnek vallotta magát.
A 2011-es népszámlálás során a lakosok 84,8%-a magyarnak, 0,5% cigánynak, 0,3% németnek, 1,5% románnak, 0,5% szlováknak mondta magát (15,1% nem nyilatkozott; a kettős identitások miatt a végösszeg nagyobb lehet 100%-nál). A vallási megoszlás a következő volt: római katolikus 55,6%, református 3,2%, evangélikus 4,5%, görögkatolikus 0,9%, felekezeten kívüli 14,3% (20,3% nem nyilatkozott).
2022-ben a lakosság 88,9%-a vallotta magát magyarnak, 1,4% cigánynak, 1,3% románnak, 0,1-0,1% németnek, bolgárnak és szlováknak, 1,6% egyéb, nem hazai nemzetiségűnek (11% nem nyilatkozott; a kettős identitások miatt a végösszeg nagyobb lehet 100%-nál). Vallásuk szerint 28,5% volt római katolikus, 2,9% evangélikus, 1,4% református, 0,2% ortodox, 0,6% görög katolikus, 0,2% egyéb keresztény, 1,8% egyéb katolikus, 11,2% felekezeten kívüli (53,2% nem válaszolt).

## Nevezetességei
A templom 1873-ban épült, amit 1930-ban és 1973-ban renováltak. A plébánia épületét 1975-ben és 2008-ban renoválták.